# Samtgemeinde Hemmoor
La Samtgemeinde Hemmoor est une Samtgemeinde, c'est-à-dire une forme d'intercommunalité de Basse-Saxe, de l'Arrondissement de Cuxhaven, au nord de l'Allemagne. Elle regroupe  3 municipalités.

## Municipalités
1. Hechthausen (3 459)
2. Hemmoor, ville * (8 675)
3. Osten (1 922)

## Source, notes et références
- (de) Cet article est partiellement ou en totalité issu de l’article de Wikipédia en allemand intitulé « Samtgemeinde Hemmoor » (voir la liste des auteurs).